# Zebradánió

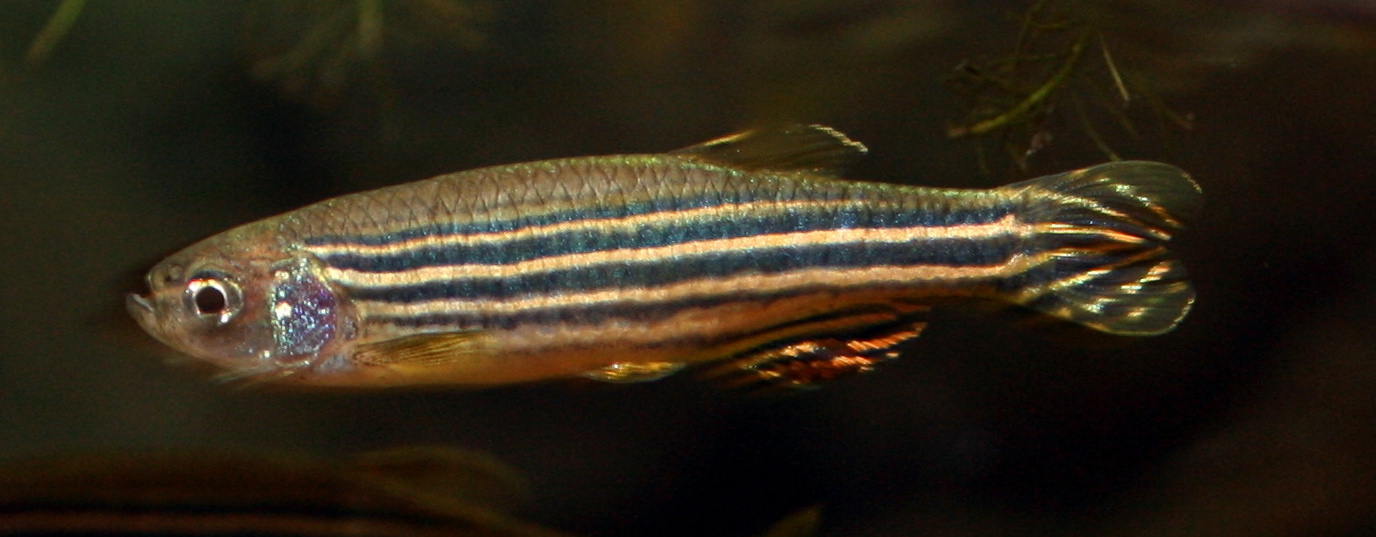
Nőstény példány

A zebradánió vagy zebrahal (Danio rerio vagy Brachydanio rerio) egy trópusi eredetű háziasított halfaj a pontyfélék családjából.

## Származása, elterjedése
Kelet-Indiából származik. Közkedvelt akváriumi halként mindenfelé tartják.

## Megjelenése, felépítése
Körülbelül 6 centiméter hosszúra nő. Különböző színezetű és úszójú fajtái ismertek. Háta olajbarna, oldala és hasa sárgásfehér. Törzsén a kopoltyúfedőtől a farkúszó végéig négy sötét acélkék csík húzódik; a farok alatti úszó is csíkos. Kék csíkjaik között a hímek karcsú, narancssárga csíkokat hordanak, a nőstények ezüstös csíkjai teltebbek, kevésbé élénkek. A hátúszó kék szegélyű sárgásbarna, kívül fehéren szegett. A kopoltyúfedő kék, fehér foltokkal. Farok- és hasúszói fátyolszerűen megnyúlhatnak, elérhetik a testhossz harmadát.

## Életmódja
Mintegy öt évig él eredeti élőhelyén – álló, illetve lassan folyó vizekben. Mindenevő, akár a többi dánió. A számára ideális víz semleges kémhatású (pH 6,0–8,0), keménysége 5–19 dGH, hőmérséklete 18–24°C.
Békés hal; az akváriumban más fajokkal jól megfér. Nagyon fontos tudnivaló, hogy csoportos hal: akváriumban lehetőleg 6 példánynál ne legyen kevesebb.

### Szaporodása, szaporítása
A nőstények egy-egy alkalommal (általában hetente, bőséges táplálékhoz jutva kéthetente háromszor) 20–200 ikrát helyeznek el. Az ikrák 24–28 óra alatt kelnek ki. Az igen apró ivadékok 4–5 nap múlva úsznak el.
Ívatásához már 8–10 literes akvárium is elegendő; a víz ne legyen 15 cm-nél magasabb. Az ívatás sikerét a víz keménysége vagy pH-ja nem befolyásolja, de a víz legyen friss. A medence egyik sarkába laza vattacsomót vagy vékony szálú növényt rakjunk. A medence alját mogyoró méretű kavicsokkal töltsük fel (az ikravédő rács is megfelel), mert a dániók erős ikrafalók. A víz hőmérséklete 24–26 °C között legyen. Első este a nőstényt helyezzük át, a következő este egy vagy két hímet. A kora reggeli órákban ívnak. Ha az egyik hím hajtaná a másikat, a gyengébbiket tegyük vissza a társas akváriumba. Ívás után a párt távolítsuk el. Az ivadékok etetését nagyon apró eleséggel kell megkezdeni.

## Egyéb felhasználása
Mivel egyszerű szaporítható, gyorsan fejlődik, embrióállapota könnyen megfigyelhető és manipulálható, a gerincesek kutatásának elterjedt modellorganizmusa, ezért számos genetikai laboratóriumban átvette a patkányok és egerek szerepét. Egyike azon kevés fajnak, amelyeket kísérleti célból az űrbe is felvittek.
A nagy érdeklődésnek köszönhetően ez az egyik első olyan organizmus, amelyek teljes genomját azonosították.

## Változatok
A leopárddánió (melyet olykor hibásan Brachydanio frankei néven említenek) egy pettyes mintázatú változat. A háta olajbarna; krémsárga oldalait, farok- és farok alatti úszóját csíkok helyett sötétkék pontsorok díszítik. Tartása és tenyésztése a zebradánióéval azonos. 
Az akvarisztikában fátyolos úszójú változatok is eltrejedtek.
Az ezredforduló után kerültek piacra genetikai manipulációval létrehozott, rózsaszín–arany csíkos változatok is.
Ugyancsak genetikai manipulációkkal (egy tengeri rózsa DNS-darabkájának beépítésével) hozták létre fluoreszkáló változatát — ez az úgynevezett fényhal (GloFish). Fontosabb színváltozatai:
- Starfire Red (vörös);
- Electric Green (zöld);
- Sunbury Orange (élénksárga);
- Cosmic Blue (éjkék);
- Purple (sötétlila).[1]

## Lásd még
- Édesvízi akváriumi halak listája

## Külső hivatkozások
- The Zebrafish Information Network (ZFIN)
- Sanger Központ – zebradánió genom project